# 比爾卡
59°20′10″N 17°32′44″E / 59.33621°N 17.545466°E
比爾卡（Birka，中世紀文獻作）在維京時代是一個重要貿易中心，位於比約雪島（Björkö）上，處理斯堪的納維亞和中、東歐的貨品交易。比約雪島位於梅拉倫湖上，斯德哥爾摩以西30公里，行政上屬於埃克勒市镇。比爾卡和鄰島阿德爾索（Adelsö）上的霍高爾登組成考古群落，展示維京人的貿易網絡和對斯堪的納維亞歷史的影響。一般認為比爾卡是瑞典最古老的市鎮，它和霍高爾登在1993年名列聯合國教科文組織世界文化遺產。
考古发现，比尔卡有许多外来的贸易品，包括从中国来的丝绸、拜占庭的刺绣、莱茵兰的金属器和陶器等。

## 歷史

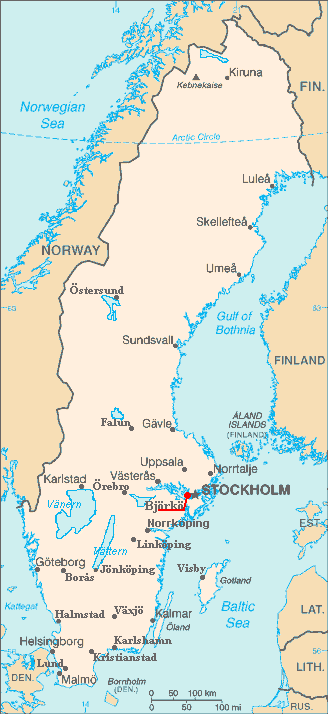
比尔卡在瑞典的位置

比爾卡在8世紀中建立，是斯堪的納維亞最早期的市區部落之一。波羅的海地區的比爾卡可沿海陸路線，經拉多加和諾夫哥羅德，通往拜占庭帝國和阿拔斯阿拉伯帝國 。比爾卡也是圣安斯加尔在831建立首個基督教聖會的地點。
史料主要是考古遺跡。這地區沒有任何現存文字紀錄，但有一些其他文獻關於這地區，如不萊梅大主教Rimbert（約865年）寫下了《圣安斯加尔传》，記錄安斯卡830年在比爾卡傳教的工作，不来梅的亚当1075年寫成《汉堡大主教史》（Gesta Hammaburgensis Ecclesiae Pontificum），記述死於比爾卡的Unni大主教。圣安斯加尔是首個嘗試令北歐異教徒轉信基督教的人，但以失敗告終。
Rimbert和亚当都是德國教士，故此兩部文獻都是以拉丁文書寫。沒有發現任何諾爾斯語文獻提及這部落的名字。這部落的諾爾斯語名字不明，是德國文獻中的拉丁化名稱，而是它的現代瑞典文形式。可能是從古諾爾斯語（意思可能是市場）衍生而來，與（規管丹麥、瑞典、挪威市場生活的法律）一詞同源。這些詞語的不同形式在很多斯堪的納維亞地名出現，現時甚至有學者認為Rimbert和阿當的「Birca」是指不同地方。
《圣安斯加尔传》和《汉堡大主教史》的描述都很模糊，導致有關比爾卡是否位於比約雪島的爭議。一些歷史學家曾提出其他可能是比爾卡的地點，包括林雪平、厄蘭島上的雪平斯維克，甚至是奧蘭群島上的薩爾特維克。然而，只有比約雪島上發現比爾卡的遺址，故大部份學者仍視比約雪島為比爾卡所處之地。
兩部文獻都沒有提及比爾卡的面積、設施和外觀。Rimbert的文獻指出，比爾卡的重要性在於它的港口和地區議會；阿當只提及港口，但對於他來說，比爾卡的重要性在於安斯卡的傳教工作和葬於當地的Unni大主教。
根據硬幣發現，比爾卡於大約960年開始廢棄。與此同時，附近的錫格蒂納取代比爾卡成為梅拉倫地區的重要商鎮。比爾卡消亡的原因不明。歷史學家尼爾·肯特（Neil Kent）推測比爾卡可能遭受敵人洗劫。波羅的海上的哥得蘭島處於俄羅斯和拜占庭貿易路線的較有利位置，逐漸成為商旅據點。俄羅斯境內的瓦良吉人貿易據點也於同期衰落。

## 外部連結
- 比爾卡和霍高爾登──瑞典國家遺產署
- 比爾卡和霍高爾登 （页面存档备份，存于）──聯合國教科文組織